# Chyama
Chyama (nep. च्यामा) – gaun wikas samiti w środkowej części Nepalu w strefie Dźanakpur w dystrykcie Dholkha. Według nepalskiego spisu powszechnego z 2001 roku liczył on 563 gospodarstw domowych i 2895 mieszkańców (1450 kobiet i 1445 mężczyzn).